# Skien
Skien város és község (norvégul: kommune) Norvégia délkeleti Østlandet földrajzi régiójában, Telemark megye közigazgatási központja.

## Földrajz
A község területe 779 km², népessége 50 595 fő (2007).
Skien, Porsgrunn és a kisebb Bamble konurbációja a norvég statisztikai hivatal adatai szerint Norvégia hetedik legnagyobb városának tekinthető. A konurbáció 85 ezer lakosán a három község sorrendben 52%, 35% és 11,5% arányban osztozik.
Skienben jelentős számban élnek szomáliak.

## Történelem
Az óészaki Skiða szó, amelyből a város neve származik, jelentése „egyenes palló”. A várost valószínűleg egy egyenes folyású patak után kapta ezt a nevet.
Skien címere egy 1609-ből származó pecsét alapján készült. Benne a város nevének téves magyarázata alapján szerepel a sílécpár (holott a névnek nincs köze a síeléshez).
Skien községet 1838. január 1-jén hozták létre. 1964. január 1-jén Skien községbe olvasztották Gjerpen és Solum községeket is.